# Woodhouse
Woodhouse je priimek več oseb:
- Harold Lister Woodhouse, britanski general
- Harold Sealy Woodhouse, britanski general
- Rob Woodhouse, avstralski plavalec